# فریتزی برگر
فریتزی برگر (انگلیسی: Fritzi Burger؛ ۶ ژوئن ۱۹۱۰ – ۱۶ فوریهٔ ۱۹۹۹) اسکیت‌باز نمایشی اهل اتریش بود.